# أن كلد
أن كلد (بالإنجليزية: Unkilled)‏ هي لعبة زومبي من منظور الشخص الأول
تم تطويرها ونشرها من قِبل شركة ماد فينجر. أطلقت اللعبة لنظامي أندرويد وآي أو أس في 3/9/2015.
اللعبة تم تحميلها أكثر من 3 ملايين مرة في غضون عشرة أيام من إصدارها. وحققت أرباحاً تقدر بحوالي 1.1 مليون دولار أمريكي.